# وسوساو
وسوساو هي قرية تقع في إقليم أراد في رومانيا. تبعد عن أراد 43 كم.

## السكان
حسب إحصائيات 2002 بلغ عدد سكان القرية 1,388 نسمة.